# Upplands runinskrifter 746
Upplands runinskrifter 746 är en runsten i Hårby, Husby-Sjutolfts socken och Enköpings kommun i Uppland. Den står vid den så kallade Seglabacke, en kilometer nordost om Husby-Sjutolfts kyrka.

## Stenen
Stenen uppmärksammades på 1600-talet av Johannes Bureus och avbildas av Johan Hadorph och Petrus Helgonius. I Sveriges runurkunder skriver Richard Dybeck att han fann runstenen "efter anvisning af 80-årige Anders Andersson i Hårby - den ende å orten, som hade reda på honom - vid den föga befarna gärdesväg, som från byn sträcker sig sydvestligt mot kyrkan. Han är mycket lutande och träffades alldeles öfverhöljd af ett stenröse". Vidare skriver Dybeck 1864 i sin förteckning över runstenar som "tarfva en snar omvårdnad", att stenen står "mycket lutande i en åker". 
På 1870-talet flyttades runstenen till sin nuvarande placering utmed vägen som går mellan Husby-Sjutolfts kyrka och Hjälsta kyrka söder om Hårby.
Hårbystenens storlek är cirka 160 x 150 cm och materialet är grå, grovkornig granit. Ristaren var Torgöt och stenen har fått en vacker ornamentik som består av två slingrande rundrakar. I stenens övre del finns en fågel, vilket kan tyda på att Torgöt också ristat U 694: Ormvråksfragmentet.

## Inskriften
Translitterering av runraden:
· uikisl · lit · rasa ' stain · eftʀ · sun sin · sihraif × þurkutr · risti · stain · þina
Normalisering till runsvenska:
Vigisl let ræisa stæin æftiʀ sun sinn Sigræif. Þorgautr risti stæin þenna.
Översättning till nusvenska:
Vigisl lät resa stenen efter sin son Sigrev. Torgöt ristade denna sten.